# Teateråret 1897

## Årets uppsättningar

### April
- April – Anne Charlotte Leffler pjäs Sanningens vägar har urpremiär i Göteborg.[1]

## Födda
- 14 april – Carina Ari, svensk koreograf och balettdansare.
- 25 september – Anna-Lisa Baude, svensk skådespelare.

## Avlidna
- 6 juli – Henri Meilhac, 66, fransk librettist och dramatiker.